# Johann Rudolf Dolder

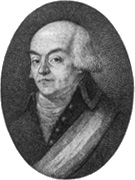
Johann Rudolf Dolder

Johann Rudolf Dolder (* 17. Oktober 1753 in Meilen; † 17. Februar 1807 in Aarau) war ein Schweizer Politiker. Er spielte in der Politik der Helvetischen Republik eine wichtige Rolle und erarbeitete ab 1803 zu einem grossen Teil die Gesetzgebung des neu gegründeten Kantons Aargau.

## Biografie
Dolder wuchs als Sohn armer Bauern auf. Seine Lehre in einem Handelshaus in Zürich musste er beenden, da er sich unerlaubterweise an einer Färberei beteiligt hatte. 1775 eröffnete er in Wildegg eine kleine Textilfabrik. Diese verkaufte er zwar 1781, blieb jedoch bis 1793 Geschäftsführer. In dieser Funktion war auch Geschäftspartner von Johann Heinrich Pestalozzi.
Eine Reise nach Frankreich begeisterte ihn für die Ideen der Französischen Revolution und er begann, politisch aktiv zu werden. Als 1798 die Helvetische Republik ausgerufen wurde, zahlte sich sein Anbiedern bei den französischen Machthabern aus. Diese machten ihn zum helvetischen Senator, ein Jahr später zum Mitglied des Direktoriums (Regierung) und 1802 zum Landammann der Helvetischen Republik (Regierungschef).
Dolder galt als Karrierist und Opportunist und stand damit im krassen Gegensatz zu den Intellektuellen in der Regierung. Bildungsminister Philipp Albert Stapfer bezeichnete ihn als «geist-, talent- und charakterlos». Innenminister Albrecht Rengger war sein grösster politischer Gegner. Dolder wiederum förderte seinen Schützling Johann Nepomuk von Schmiel nach Kräften und ermöglichte ihm einen raschen Aufstieg.
Als 1803 die Helvetische Republik aufgelöst und der neue Kanton Aargau gegründet wurde, ernannte ihn Napoleon Bonaparte zum aargauischen Regierungskommissär; seine Aufgabe war die Einführung der Mediationsverfassung. Anschliessend war er gleichzeitig Präsident des Grossen Rates (Legislative) und des Kleinen Rates (Exekutive).
In diesen Ämtern konnte er seinen schlechten Ruf einigermassen wieder aufpolieren. Er war massgeblich an der Organisation des neuen Kantons beteiligt und schuf fast im Alleingang die gesetzlichen Grundlagen. 1807 starb er hoch verschuldet, was ihm den Spott seiner immer noch zahlreichen politischen Gegner einbrachte.

## Ehrungen
Als Dolder 1802 zum helvetischen Regierungspräsidenten gewählt wurde, erhielt er vom Laufenburger Stadtrat gleich das Bürgerrecht und wurde im gleichen Schritt zum Ehrenbürger der Stadt Laufenburg ernannt.